# André Märtens
André Märtens (* 2. September 1966 in Berlin) ist ein deutscher Friseurmeister und Sachbuchautor. Er wird in den Medien seit längerem als „Star-Friseur“ gehandelt.

## Leben

### Beruf und Privatleben
André Märtens wurde als Sohn von Dieter Märtens und Annelies (Anne) Märtens geboren. Seine Mutter ist ebenfalls Friseurmeisterin. Sein Urgroßvater betrieb im damaligen Sudetenland in der Nähe von Leitmeritz (Sebusein; heute: Sebuzín) bereits einen Friseursalon. Auch die Großmutter Helene Hieke arbeitete im Friseurberuf.
Nach einem Praktikum begann Märtens seine Ausbildung zum Friseur an der Friseurfachschule Harder in Duisburg. Seine Ausbildung beendete er im elterlichen Betrieb in Berlin. Seit 1985 ist er als Frisör in seinem Beruf tätig. 1990 legte Märtens vor der Friseur-Innung Berlin seine Meisterprüfung ab. Seit 2000 ist er Inhaber eines eigenen Salons in Berlin-Charlottenburg in der Nähe des Kurfürstendamms.
Seit 2002 ist André Märtens mit der Bühnentänzerin und ehemaligen Solistin des Friedrichstadtpalasts Susann Malinowski verheiratet. Er ist Vater eines Sohnes. André Märtens lebt in Berlin-Wilmersdorf.

### Karriere und Medienpräsenz
1994 erhielt Märtens die Gelegenheit, zusammen mit Jean Luc Minetti (Alexandre De Paris) für L’Oréal auf Tournee durch Deutschland zu gehen. In der Folgezeit erhielt er Engagements in verschiedenen Bereichen des Frisörhandwerks. Er arbeitete für Fashion-Shows, für Werbe-, Video- und Filmproduktionen sowie bei Musical- und Theaterproduktionen. Nach der Wiedervereinigung bereiste Märtens einige Jahre die neuen Bundesländer und gab seine Kenntnisse an Berufskollegen, u. a. bei Profi-Schulungen weiter. In den 90er Jahren war er außerdem alljährlich Stylist beim Wettbewerb „Gesicht Deutschlands“, einem damals sehr populären Format des Modelcastings.
Seit 2007 ist André Märtens als „Head of Hair“ bei der Berlin Fashion Week der hauptverantwortliche Frisuren-Stylist der Mode-Show. Er gilt als „kreativer Kopf“ hinter den Frisuren der Shows auf der Berliner Fashion Week. André Märtens frisierte auch internationale Top-Models, wie Zohre Esmaeli, Lena Gercke, Toni Garrn, Franziska Knuppe oder Barbara Meier für internationale Modenschauen und Auftritte.
Einem größeren Publikum wurde Märtens 2014 durch das TV-Format „Hotter than my daughter“ (RTL) bekannt, in dem er als Hair-Stylist an der Seite von Guido Maria Kretschmer zu sehen war. Es folgten Auftritte in „Die schönste Frau Deutschlands“ und „Shopping Queen“.  2015 veröffentlichte Märtens das Sachbuch „10 Minuten Hairstyles“ im Dorling Kindersley Verlag, das mittlerweile in fünf weiteren Sprachen erschienen ist.
In den Boulevardmedien wurde er mehrfach als Hairstylist und Star-Friseur porträtiert oder als Experte konsultiert, so unter anderem im Focus, in der BILD, in der B.Z. oder auch in der Zeitschrift Grazia.
Märtens engagiert sich auch im Charity-Bereich. Seit 2011 beteiligt sich André Märtens im Rahmen der DKMS-Initiative „Freude am Leben“ mit Haarberatungen und Styling-Tipps für Menschen, die von den sichtbaren Auswirkungen einer Krebstherapie betroffen sind.

## Publikationen
- André Märtens, Silke Amthor. Fotos von Eugen Mai: 10 Minuten Hairstyles. Über 50 Looks Step by Step. Dorling Kindersley, München 2015, ISBN 978-3-8310-2693-7.